# Górskie (powiat augustowski)
Górskie – wieś w Polsce położona w województwie podlaskim, w powiecie augustowskim, w gminie Bargłów Kościelny.
| SIMC    | Nazwa     | Rodzaj    |
| ------- | --------- | --------- |
| 0754325 | Rafałówki | część wsi |

W latach 1975–1998 miejscowość należała administracyjnie do województwa suwalskiego.